# Francisco Xavier de Brito
Pour les articles homonymes, voir Brito.
Francisco Xavier de Brito, né à Lisbonne à une date inconnue et mort à Ouro Preto le 24 décembre 1751, est un sculpteur portugais. Principalement actif dans le Brésil colonial, il est responsable de plusieurs sculptures d'églises de la période du baroque brésilien dans le Minas Gerais.

## Biographie

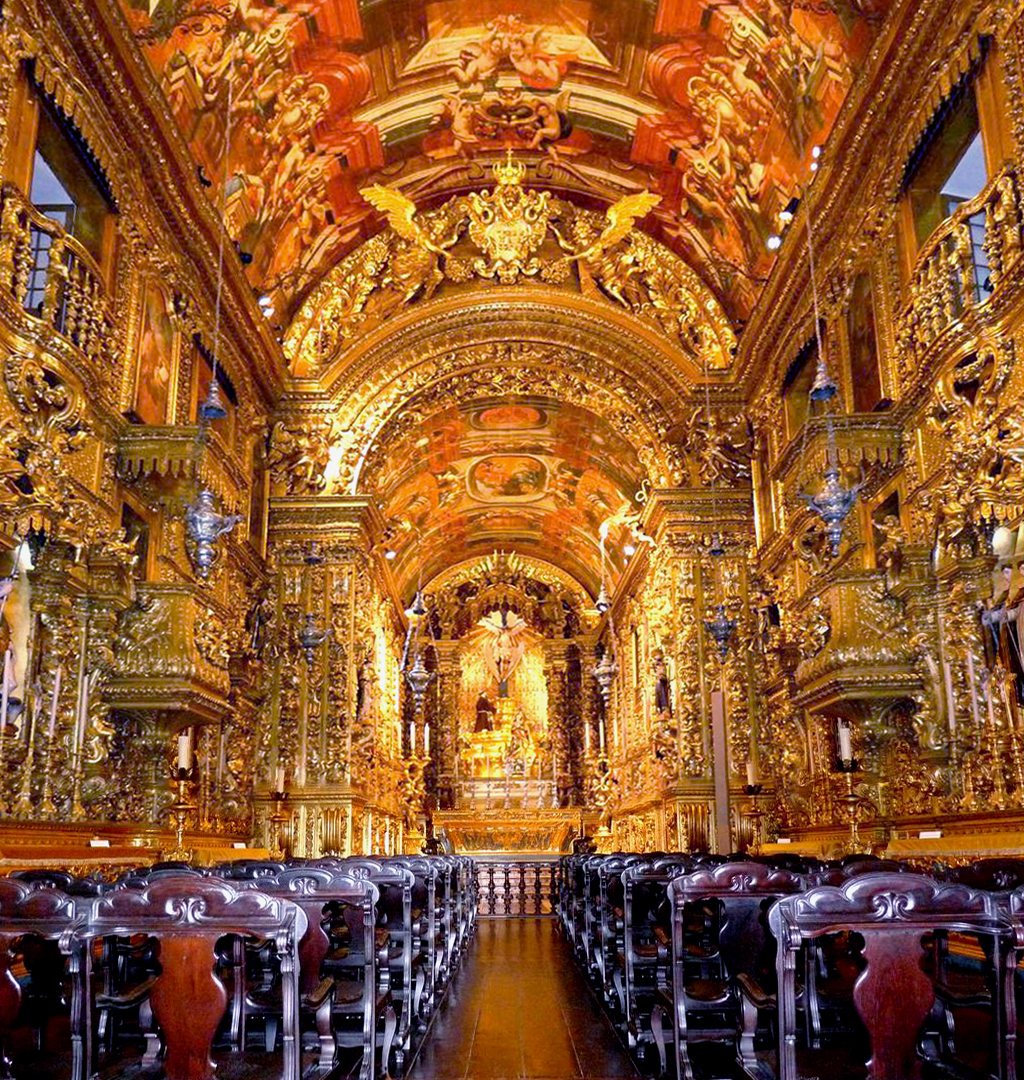
L'église du Tiers-Ordre de Saint-François-de-la-Pénitence, grand exemple du baroque joanin, œuvre des Portugais Manuel de Brito et Francisco Xavier de Brito.

Francisco Xavier de Brito naît à Lisbonne à une date inconnue.
En tant que maître-sculpteur, il sculpte les six autels latéraux de l'église du Tiers-Ordre de Saint-François-de-la-Pénitence à Rio de Janeiro entre 1735 et 1738. Une fois l'église terminée, il s'installe dans la région du Minas Gerais, où il réalise la sculpture de l'église mère de Notre Dame de la Conception, à Catas Altas.
D'autres œuvres de Francisco Xavier de Brito dans le Minas Gerais sont pour l'église de Santa Ifigênia, à Ouro Preto (ou « Notre Dame de la Croix »), où il travaille en 1747 et 1748 sur le chœur avec des sculptures d'anges. Il réalise aussi l'abside de la basilique mineure de Notre Dame du Pilier (pt), de 1746 à 1751,, que José Coelho de Noronha agrémente d'un éloge funèbre en 1754.
Il est considéré comme l'un des sculpteurs les plus notables du baroque brésilien, ayant produit de nombreuses statues de figures religieuses en couleurs.
Francisco Xavier de Brito meurt à Ouro Preto le 24 décembre 1751.

## Style
La présence de nombreux chérubins est une caractéristique de ses œuvres. Les tares et les médaillons sont toujours entourés d'anges et toujours mis en valeur par le mouvement.
La sculpture du chœur de la basilique mineure de Notre Dame du Pilier, réalisée par Brito, est considérée comme le chef-d'œuvre du genre à l'époque. L'œuvre comprend la Vierge du Pilier trônant dans un endroit traditionnellement réservé au Saint-Sacrement et le couronnement est entouré de plusieurs anges et chérubins de différentes tailles. Des colonnes salomoniques et des pilastres ont été adoptés comme éléments de support.